# Karl Friedrich Schinkel
Karl Friedrich Schinkel (født 13. marts 1781 i Neuruppin i Brandenburg, død 9. oktober 1841 i Berlin) var en preussisk arkitekt og maler, som stærkt kom til at præge klassicismen. 
Schinkel designede den først preussiske, senere tyske militære dekoration Jernkorset som deles ud ved tapperhed i krig, indstiftet som følge af Napoleonskrigene i 1813.